# Orbot
Orbot és un projecte de servidor intermediari de programari lliure per proporcionar anonimat a Internet als usuaris del sistema operatiu Android. Actua com una instància de la xarxa Tor en aquests dispositius i permet l'encaminament del trànsit des del navegador web d'un dispositiu, client de correu electrònic, programa de mapes, etcètera, a través de la xarxa Tor, proporcionant l'anonimat a l'usuari.
Aquesta eina s'utilitza per mantenir les comunicacions dels usuaris anònimes i ocultes de governs i tercers que puguin estar supervisant el seu trànsit a Internet.

## Recepció
El 2014 es va parlar d'Orbot en detall en un article sobre "informes de manera segura des d'un dispositiu Android".
El juliol del 2021, Tech Radar va nomenar Orbot com una de les 8 "Millors aplicacions de privadesa per a Android el 2021", però va advertir de velocitats més lentes.
El juliol de 2021, l'Autoritat d'Android va parlar sobre Tor Browser i Orbot en breus ressenyes dels "15 millors navegadors d'Android".